# Ali Mousavi
Ali Mousavi (pers. سید علی موسوی; Khorramshahr, 22 aprile 1976) è un ex calciatore iraniano, di ruolo attaccante.

## Carriera

### Club
Ha giocato nella prima divisione iraniana.

### Nazionale
Con la nazionale iraniana ha partecipato ai Coppa d'Asia 1996.

## Palmarès

### Club

#### Competizioni nazionali
- Campionato iraniano: 1

Esteghlal: 2000-2001
- Coppa dell'Iran: 1

Esteghlal: 2001-2002